# DJ Méndez
Pour les articles homonymes, voir Mendez.
Leopoldo Méndez Alcayaga, DJ Méndez, ou simplement Méndez est un DJ et chanteur chilien, né à Valparaíso, Chili en 1975.

## Discographie
- Latino for Life (2000)
- Mendez (Suède 2001, Chili 2002)
- Adrenalina (2002)
- Perro Perseverante (2003)
- Grandes Éxitos (2005)
- La Máquina (2005)
- Mendez vs. Macabro (2007)